# Gynatrix
Gynatrix es un género botánico con dos especies de plantas con flores perteneciente a la familia Malvaceae. Es originario de Australia. El género fue descrito por Friedrich Christoph Wilhelm Alefeld y publicado en Oesterreichische Botanische Zeitschrift 12: 35, en el año 1862. La especie tipo es Gynatrix pulchella (Willd.) Alef.

## Especies
- Gynatrix macrophylla[1][2][4]
- Gynatrix pulchella[2]